# Racata
Genre
Racata est un genre d'araignées aranéomorphes de la famille des Linyphiidae.

## Distribution
Les espèces de ce genre se rencontrent en Indonésie et en Thaïlande.

## Liste des espèces
Selon World Spider Catalog (version 16.5, 3/12/2015) :
- Racata brevis Tanasevitch, 2019
- Racata grata Millidge, 1995
- Racata laxa Tanasevitch, 2019
- Racata sumatera Tanasevitch, 2019

## Publication originale
- Millidge, 1995 : Some linyphiid spiders from south-east Asia. Bulletin of British arachnological Soceity, vol. 10, no 2, p. 41-56.